# Chata na Kubínskej holi
Chata na Kubínskej holi – schronisko turystyczne pod szczytem Hali Kubińskiej (1224 m), na jej południowych stokach opadających ku miastu Dolny Kubin na Słowacji.
Pierwotne schronisko, wzniesione przez Klub Słowackich Turystów i Narciarzy (słow. Klub slovenských turistov a lyžiarov, KSTL) w latach pięćdziesiątych XX w., spłonęło w 1973 r. Obecne schronisko zbudowano nieco niżej. Nowe schronisko to duży, murowany budynek zlokalizowany na wysokości 1100 m n.p.m. na polanie, z której rozpościera się szeroka panorama widokowa na dolinę Orawy, Góry Choczańskie, Tatry, Niżne Tatry i Wielką Fatrę.
Możliwy dojazd rowerem. Można dojechać także samochodem z Dolnego Kubina. Parking bezpłatny dla mieszkających w schronisku. W zimie dojazd jest trudny, niezbędne są opony zimowe lub łańcuchy. Można zostawić samochód niżej, na parkingu przy stacji wyciągu narciarskiego (Koliesko, vleky).
W schronisku jest 65 miejsc noclegowych, bar i restauracja. Możliwość organizowania imprez. Obok schroniska prowadzi znakowany szlak turystyki pieszej i rowerowej.
W styczniu 1968 r. na polanie przy schronisku na grupę 53 młodych narciarzy z Brna zsunęła się lawina śnieżna. Stok był wówczas bezleśny, lawiny nigdy tutaj jednak nie występowały. W lawinie zginęło 6 ludzi. Wydarzenie to upamiętnia niewielki pomnik powyżej schroniska.

## Przypisy

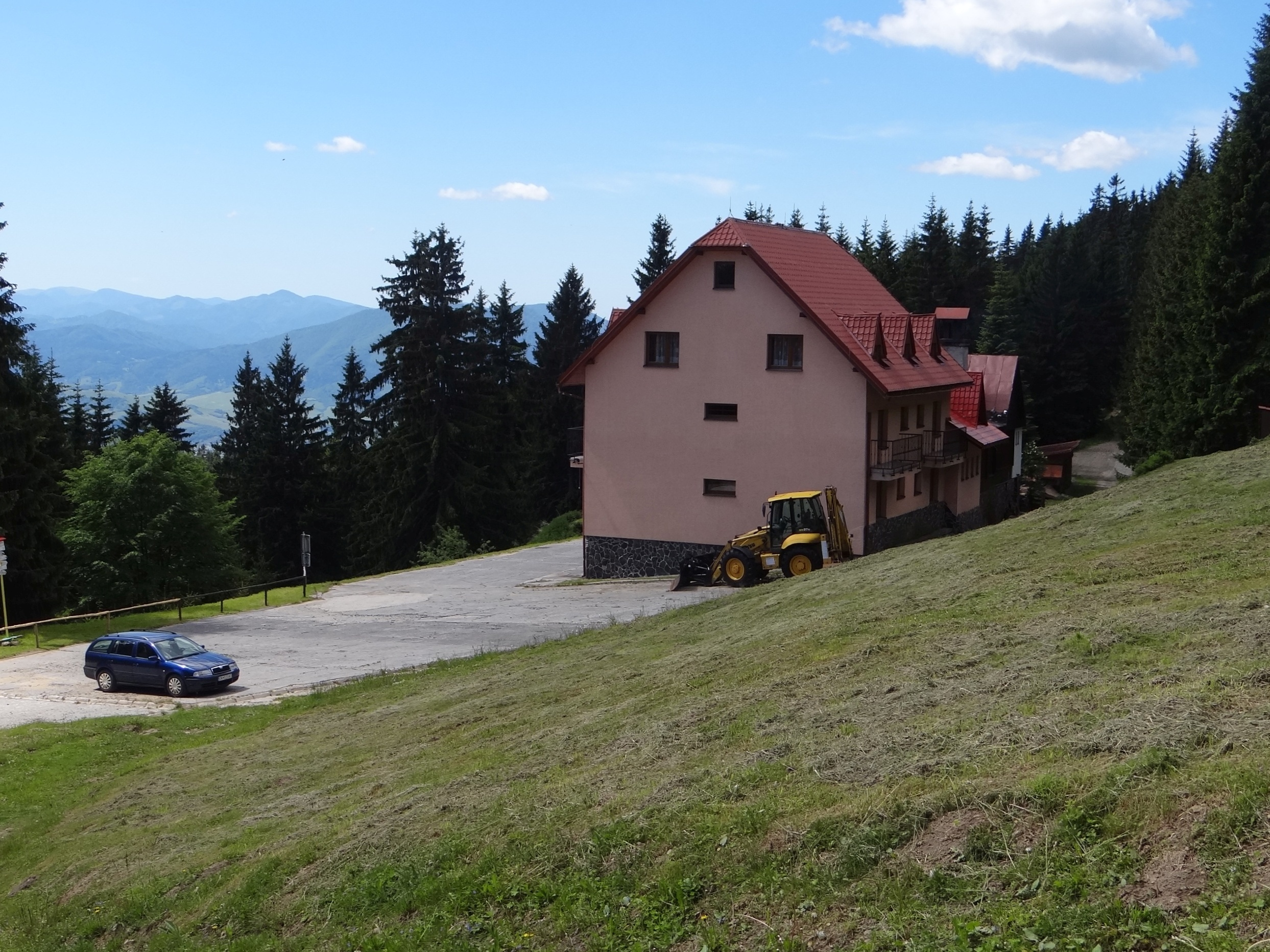
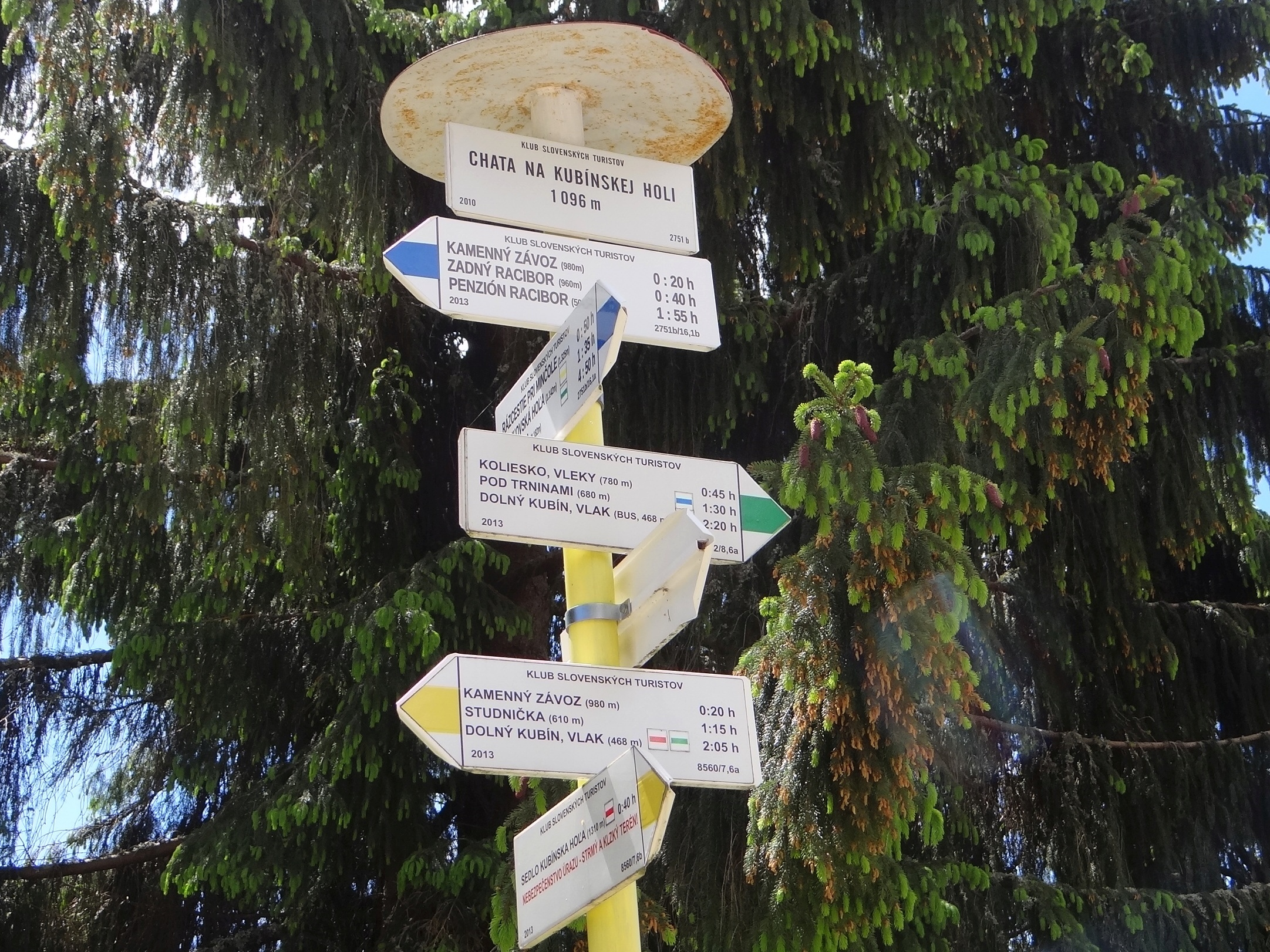
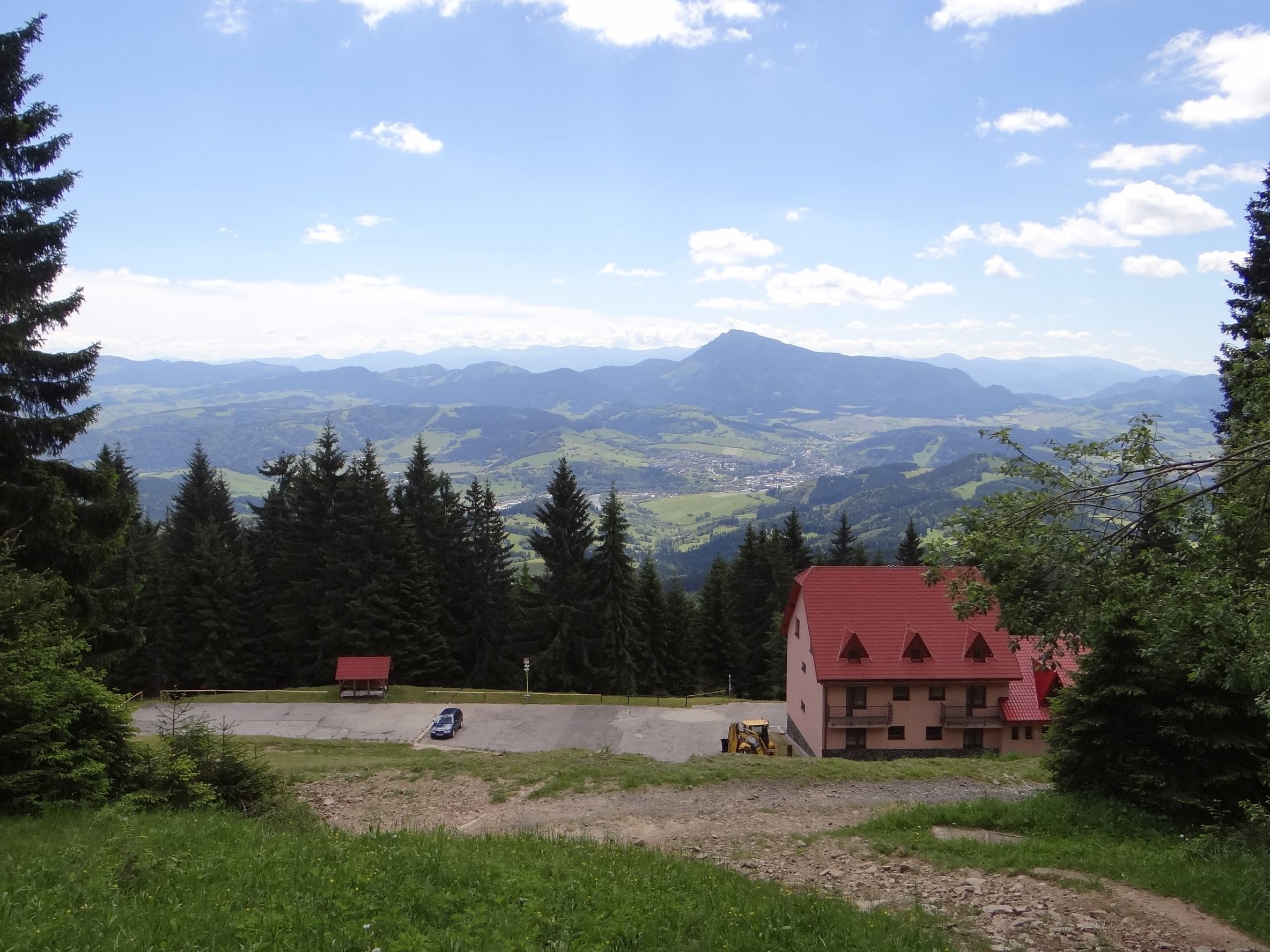

## Szlaki turystyczne
Dolný Kubín – Trniny – Koliesko, vleky – Chata na Kubínskej holi. Odległość 8,2 km, suma podejść 675 m, suma zejść 50 m, czas przejścia 2 h 40 min (z powrotem 2 h 5 min)
  Chata na Kubínskej holi – Sedlo Kubínska hoľa (skrzyżowanie ze szlakiem czerwonym). Czas przejścia: 35 min. (z powrotem  25 min)
  Chata na Kubínskej holi – Kamenný závoz – Zadný Racibor – Penzión Racibor. Czas przejścia: 1 h 55 min (z powrotem  2 h 45 min)